# 陸秉鑑
陆秉鑑，江南长洲（今江苏苏州）人。康熙四十二年（1703年）癸未科进士。

## 生平
陆秉鑑为陆肯堂长子，陆润庠六世伯祖。陆秉鑑为府庠附贡生，康熙三十五年（1696年）丙子科举人，康熙四十二年（1703年）癸未科第二甲第十七名进士，授翰林院庶吉士。

## 家族
- 曾祖父陆廷楫，字彦超，归安县庠生；世居归安县双林镇，顺治初年入籍苏州。

- 父陸肯堂，康熙二十四年（1685年）状元。

- 弟陆赐书，字宣颖，号愚箴。康熙四十五年（1706年）丙戌科进士。

- 六世侄孙陸潤庠，同治十三年（1874年）甲戌科状元。